# Friedrich Lübker
Friedrich Heinrich Christian Lübker (* 18. August 1811 in Husum; † 10. Oktober 1867 in Flensburg) war ein deutscher klassischer Philologe.

## Leben

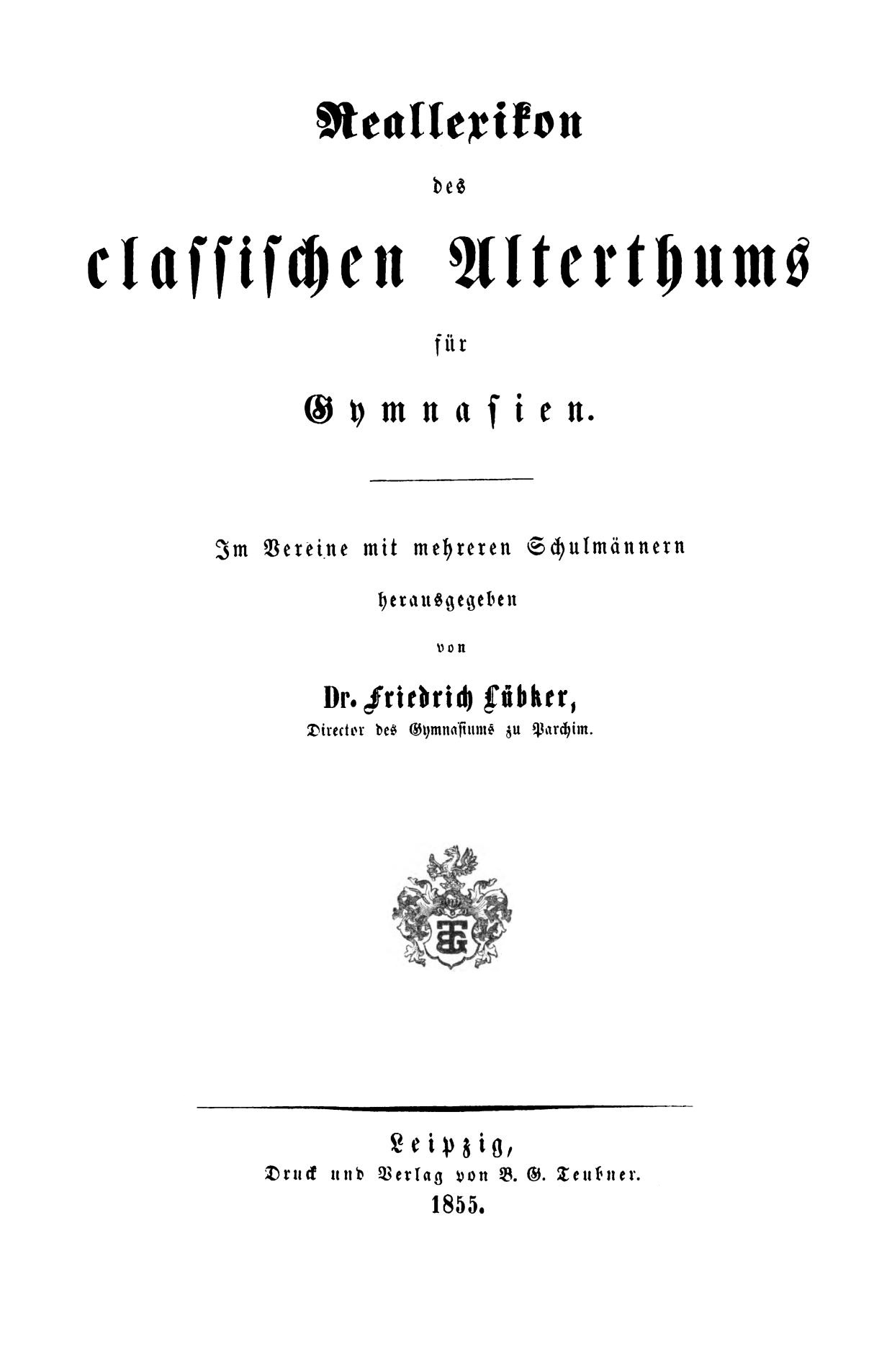
Reallexikon des classischen Alterthums für Gymnasien

Friedrich Lübker war Sohn des Husumer Kompastors Detlev Lorenz Lübker (1773–1852), der als Mitherausgeber des schleswig-holsteinischen Schriftstellerlexikons bekannt wurde und seinen einzigen Sohn nach dem System der Wunderkinderziehung des Karl Heinrich Gottfried Witte erzog. Durch diese Förderung des Vaters besuchte Friedrich Lübker schon mit 12 Jahren die Prima der Gelehrtenschule in Husum und begann 1826 im Alter von 16 Jahren sein Studium der Philologie und Theologie an der Universität Kiel. 1830 wechselte er an die Universität Berlin und arbeitete dort auch als Hauslehrer. 1832 wurde er in Kiel zum Dr. phil. promoviert. Seine Berufstätigkeit begann er als Hilfslehrer am Husumer Gymnasium und wechselte von dort als erster Lehrer an das Burmesterschen Privatinstitut in Bahrenfeld in Altona. Nach einer weiteren Stelle am Institut von Johann Friedrich Basilius Wehber-Schuldt im Lauenburgischen wurde er 1834 Lehrer an der Großen Stadtschule in Wismar und 1835 Konrektor an der Domschule in Schleswig. 1848 ernannte ihn die provisorische Regierung Schleswig-Holsteins zum Rektor des Alten Gymnasiums in Flensburg, wo ihn die dänische Regierung 1850 wieder absetzte. Er wurde zunächst Rektor in Plön, da die Dänen Holstein noch nicht zurückerhalten hatten. Im Winter 1850/51 war er in Kiel als Mitglied der Landesversammlung und in einer Kommission für ein Unterrichtsgesetz tätig. 1851 wurde Lübker als Direktor des Gymnasiums in Parchim berufen. Die Universität Göttingen verlieh ihm 1860 bei der Melanchthonfeier den Ehrendoktor der Theologie. 1858 beendete er von sich aus seine Tätigkeit in Parchim und zog nach Braunschweig, um sich seinen wissenschaftlichen Interessen zu widmen. 1864 wurde er zur Reorganisation des höheren Schulwesens erneut nach Schleswig-Holstein berufen und erneut Direktor des Gymnasiums in Flensburg.

## Schriften
Lübker hat ein umfangreiches schriftstellerisches Werk hinterlassen. Hervorzuheben ist das von ihm zuerst 1855 herausgegebene Reallexikon des classischen Alterthums für Gymnasien, das bis 1914 in acht Auflagen erschien.
Weitere Schriften sind beispielsweise:
- Zum religiösen Bewußtsein bei den Hellenen, 1849,
- Die Sophokleische Theologie und Ethik, 2 Abth., 1851–55,
- Beiträge zur Theologie und Ethik des Euripides, 1863,
- Propyläen zu einer Theologie des classischen Alterthums, in den Studien und Kritiken, 1861.
- Grundzüge der Erziehung und Bildung für daß deutsche Haus, 1865,
- Vorträge über Bildung und Christenthum, 1863.

Weiter verfasste er zahlreiche Biografien, z. B. zum Piperschen evangelischen Kalender von Rhabanus Maurus, Alcuin, die Märtyrer unter Nero, Dionys Areop., Columban, Bonifacius, Ansverus, Hugo Grotius.
- Lebensbilder aus dem letztverflossenen Jahrhundert deutscher Wissenschaft und Litteratur, 1862,
- Gregor Wilhelm Nitzsch, in seinem Leben und Wirken dargestellt, 1864.
- Julian der Abtrünnige, 1864.

Daneben verfasste er eine Vielzahl von Aufsätzen und Beiträge zu Zeitschriften.